# جون إتش تشابمان سبيس سنتر
مركز جون تشابمان للفضاء بالإنجليزية (John H. Chapman Space Centre) هو مقر وكالة الفضاء الكندية. ويقع هذا المركز في مدينة ونجويل بمقاطعة كيبيك الكندية في منطقة سانت هوبرت.
| نظرة عامة على الوكالة | نظرة عامة على الوكالة                        |
| --------------------- | -------------------------------------------- |
| التأسيس               | 1992                                         |
| المهمة                | البحث والتطوير التكنولوجي                    |
| الاختصاص القضائي      | حكومة كندا                                   |
| المقر                 | ونجويل، مقاطعة كيبيك 45.5198 ° N 73.3936 ° W |
| عدد الموظفين          | <600                                         |
| يتبع                  | وكالة الفضاء الكندية                         |
| الموقع الإلكتروني     | http://www.asc-csa.gc.ca/eng/default.asp     |

## الموقع والاسم
تبلغ مساحة المركز الإجمالية 41 هكتار (101 فدان) وهو يقع على حدود مطار سانت هوبرت، وهو مرفق طيران عام. من المفترض أن يبدو المبنى وكأنه محطة فضائية .
تم الانتهاء من بناء في عام 1992 وكان يدعى "مقر الوكالة الكندية للفضاء"، وفي عام 1996، تم تغيير اسمها ليصبح مركز جون إتش تشابمان للفضاء تكريما لجون تشابمان على إنجازاته في برنامج الفضاء الكندي وبسبب دوره في برنامج اليوت 1.

## البرامج
يضم المركز مقرًا لرواد الفضاء الكنديين ومعظم الوحدات الإدارية والفنية التي تدعم برامج كندا في علوم وتكنولوجيا الفضاء. وهذا يشمل غرف التحكم بالأقمار الصناعية ومركز دعم وأجهزة محاكاة لنظام كندارم 2 ونظام الرؤية الفضائية المتقدم. كما يضم مركز عمليات البعثة (MOC) الذي يتضمن غرفة دعم متعددة الأغراض عن بعد (RMPSR) التي يتم استخدامها لتشغيل نظام MSS في المدار بالتزامن مع غرف التحكم في الطيران وغرف البعثة في مركز جونسون للفضاء. وكذلك مركز العمليات والهندسة (OEC) الذي يدعم وحدات التحكم في الطيران.
كمقر لوكالة الفضاء الكندية، يضم هذا المركز العديد من المكاتب الإدارية العامة وبرامج التبادل والتعاون مع وكالة الفضاء الأوربية ووكالة ناسا الأمريكية للفضاء وغيرها من وكالات الفضاء الوطنية.